# 佐藤東九男
佐藤 東九男（さとう とくお、1935年 - ）は、東京工芸大学名誉教授。

## 略歴
- 中央大学法学部政治学科卒業
- 新日鐵勤務後、産能大学研究所で各省庁でのコンサルティング指導
- 産能短期大学教授を経て
- 昭和60年4月　東京工芸大学女子短期大学部教授
- その後、同学部長。この間、文部省視学委員、大学設置・学校法人審議会専門委員等を務め、
- 平成12年文部省より長年の短期大学教育への貢献に対し表彰される。

## 所属学会
- 情報処理学会
- 経営診断学会
- 日本秘書学学会
- パソコン利用技術学会（理事）

## その他
両親がそれぞれ東北・九州の出身ということで「東九男」と命名される。